# Junior le terrible
Pour plus de détails, voir Fiche technique et Distribution.
Junior le terrible (Problem Child) est un film américain de Dennis Dugan, sorti en 1990. Une suite a été réalisée en 1991 : Junior le terrible 2 (Problem Child 2) ; par ailleurs, une série télévisée d'animation en a été tirée.

## Synopsis
Ben Healy et sa femme ne se doutent guère de ce qui les attend le jour où ils adoptent Junior. Derrière un sourire enjôleur se cache en fait un petit monstre renvoyé de plusieurs orphelinats pour les multiples mauvais coups.

## Fiche technique
- Titre original : Problem Child
- Titre français : Junior le terrible
- Titre québécois : Le Petit Monstre
- Réalisation : Dennis Dugan
- Scénario : Scott Alexander, Larry Karaszewski
- Direction artistique : Mike Bingham, Nelson Coates
- Costumes : Eileen Kennedy
- Décors : Denise Pizzini
- Photographie : Peter Lyons Collister
- Montage : Tom Finan, Daniel P. Hanley, Mike Hill
- Musique : Miles Goodman, George Thorogood
- Producteurs : Hal Lieberman, James D. Brubaker, Robert Simonds, Michael Torres
- Société de distribution : Universal Pictures, Imagine Entertainment
- Budget : 10 000 000 $
- Pays d’origine :  États-Unis
- Langue : anglais
- Format : couleurs - 1.85 : 1 - Dolby SR
- Genre : comédie
- Durée : 78 minutes
- Dates de sortie :
  -  États-Unis : 27 juillet 1990
  -  Royaume-Uni : 24 mai 1991
  -  France : 26 juin 1991

## Distribution
- John Ritter (VF : Georges Caudron ; VQ : Jacques Lavallée) : « Little » Ben Healy
- Amy Yasbeck (VF : Véronique Augereau ; VQ : Élise Bertrand) : Flo Healy
- Michael Oliver (VF : Alexis Tomassian ; VQ : Inti Chauveau) : Junior
- Jack Warden (VF : Claude Joseph ; VQ : Ronald France) : « Big » Ben Healy
- Gilbert Gottfried (VF : Philippe Peythieu ; VQ : Marc Bellier) : Mr. Peabody
- Michael Richards (VF : Patrick Préjean ; VQ : Hubert Gagnon) : Martin Beck, le tueur au nœud papillon
- Norma Moore (VF : Claude Chantal) : Sister Samantha
- Kristen Lowman (VF : Ginette Pigeon) : Mme Henderson
- Eric Poppick (VF : Marcel Guido) : Dr. Strauss
- John O'Connell (VF : Michel Derain) : le psychiatre

 Version française (VF) et Version québécoise (VQ)